# Soy Luna
Soy Luna (spanisch für Ich bin Luna) ist eine argentinische Telenovela, die von den Produktionsfirmen Pol-ka und Metrovisión im Auftrag der Walt Disney Company umgesetzt wurde. In Lateinamerika fand die Premiere der Telenovela am 14. März 2016 auf dem Disney Channel statt. Im deutschsprachigen Raum erfolgte die Erstausstrahlung der Telenovela am 2. Mai 2016 im Disney Channel.
Die Telenovela wurde um eine vierte Staffel verlängert, die voraussichtlich im Jahr 2026 auf Disney+ erscheinen wird.

## Handlung
Die 16-jährige Luna Valente lebt mit ihren Eltern in Cancún, Mexiko. Eines Tages erhalten ihre Eltern ein Jobangebot von Señora Sharon Benson, das sie unmöglich ablehnen können. Die Familie muss ihre Heimat verlassen und nach Buenos Aires, Argentinien ziehen. Nun ändert sich in Lunas Leben vieles, denn die reiche Arbeitgeberin ihrer Eltern ermöglicht es ihr, auf eine Eliteschule, das Blake South College zu gehen. Luna fällt das neue Leben jedoch schwer, denn sie vermisst ihre Heimat und vor allem ihren besten Freund Simón.
Trost findet Luna im Jam & Roller, einer Rollschuhbahn in ihrer neuen Heimat, in der sie ihr Talent nicht nur auf Rollen, sondern auch auf der Bühne bei den Open Music Shows beweisen kann. Dort findet sie auch neue Freundinnen: Nina, ein verkanntes Genie, sowie Jim und Yam, die Unzertrennlichen. Nina wird Lunas beste Freundin und steht ihr immer zur Seite, wenn sie Hilfe braucht. Aber sie kann sich nicht mit allen anfreunden. Die Clique rund um Ámbar, der Patentochter der Señora Sharon, macht ihr vom ersten Tag an das Leben schwer. Als sie Matteo, Ámbars Freund, kennenlernt, woraufhin die beiden sich unbewusst ineinander verlieben und auch noch Simón auftaucht, der Luna seinerseits seit Jahren heimlich liebt, wird ihre neue Welt ganz schön durcheinander gewirbelt.
Doch das ist noch nicht alles, denn Luna besitzt eine mysteriöse Vergangenheit. Sie wurde im Alter von zwei Jahren adoptiert und nach einem Mond-Amulett, welches sie um den Hals trug, benannt. Ihre neue Familie liebt sie über alles und hat auch nie ein Geheimnis um ihre Adoption gemacht. Allerdings wird Luna nach dem Umzug nach Argentinien plötzlich von ihrer Vergangenheit und dem tragischen Tod ihrer leiblichen Eltern eingeholt.

## Besetzung und Synchronisation
Die deutsche Synchronisation entstand unter dem Dialogbuch von Angela Ringer, Andreas Hinz, Johannes Heider, Daniel Daehne, Sarah Méndez García, Lara Wurmer, Domenic Redl, Katharina Iacobescu, Edgar Möller, Andrea Solter, Jennifer Schöngarth, Anita Wallace, Nadja Reichardt, Michael Rüth, Claudia Jüterbock, Christoph Krix, Christine Roche, Josephine Schmidt, Michael Amler, Matthias Müntefering, Oliver Blanck, Andreas Pollak, Paul Kaiser, Nathan Bechhofer, Daniel Anderson, Marieke Oeffinger, Madeleine Stolze, Dieter B. Gerlach, Peter Minges, Patrick Baehr, Sebastian Zidek, Lutz Harder, Beate Pfeiffer und Christin Quander sowie unter der Dialogregie von Madeleine Stolze, Julia Haacke, Michael Laske, Ina Gerlach, Iris Artajo, Nicolás Artajo, Klaus-Peter Grap, Karim El Kammouchi und Sabine Winterfeldt durch die Synchronfirma SDI Media in München und Berlin.

### Hauptdarsteller
| Rollenname                          | Nationalität | Schauspieler           | Hauptrolle           | Hauptrolle | Nebenrolle   | Nebenrolle | Synchronsprecher                                       |
| Rollenname                          | Nationalität | Schauspieler           | Folgen               | Staffel    | Folgen       | Staffel    | Synchronsprecher                                       |
| ----------------------------------- | ------------ | ---------------------- | -------------------- | ---------- | ------------ | ---------- | ------------------------------------------------------ |
| Luna Valente / Sol Benson           | Mexiko       | Karol Sevilla          | 1–                   | 1–         |              |            | Lara Wurmer                                            |
| Matteo Balsano                      | Italien      | Ruggero Pasquarelli    | 1–80, 82–            | 1–         |              |            | Tobias Kern                                            |
| Ámbar Smith                         | Argentinien  | Valentina Zenere       | 1–220                | 1–3        |              |            | Katharina Schwarzmaier                                 |
| Simón Álvarez                       | Mexiko       | Michael Ronda          | 1–                   | 1–         |              |            | Maximilian Belle                                       |
| Nina Simonetti                      | Argentinien  | Carolina Kopelioff     | 1–                   | 1–         |              |            | Lea Kalbhenn                                           |
| Pedro Arias                         | Argentinien  | Gastón Vietto          | 1–10, 12–            | 1–         |              |            | Karim El Kammouchi                                     |
| Delfina „Delfi“ Alzamendi           | Argentinien  | Malena Ratner          | 1–104, 106–134, 136– | 1–         |              |            | Leslie-Vanessa Lill                                    |
| Jazmín Carbajal                     | Argentinien  | Katja Martínez         | 1–220                | 1–3        |              |            | Farina Brock                                           |
| Sharon Benson (geb. Bilder)         | Argentinien  | Lucila Gandolfo        | 1–220                | 1–3        |              |            | Dagmar Dempe                                           |
| Reinaldo „Rey“ Gutiérrez            | Argentinien  | Rodrigo Pedreira       | 1–220                | 1–3        |              |            | Rainer Fritzsche                                       |
| Miguel Valente                      | Mexiko       | David Murí             | 1–220                | 1–3        |              |            | Philipp Moog (1–80) Jakob Riedl (81–220)               |
| Mónica Aguilar                      | Mexiko       | Ana Carolina Valsagna  | 1–220                | 1–3        |              |            | Claudia Lössl                                          |
| Nicolás „Nico“ Navarro              | Argentinien  | Lionel Ferro           | 1–197                | 1–3        |              |            | Tobias John von Freyend                                |
| Gastón Perida                       | Argentinien  | Agustín Bernasconi     | 1–171, 221–          | 1–3, 4     |              |            | Max Felder                                             |
| Amanda                              | Argentinien  | Antonella Querzoli     | 1–159                | 1–2        |              |            | Anke Korte                                             |
| Jimena „Jim“ Medina                 | Spanien      | Ana Jara Martínez      | 2–220                | 1–3        |              |            | Katharina Iacobescu                                    |
| Ramiro Ponce                        | Chile        | Jorge López            | 2–220                | 1–3        |              |            | Patrick Roche (2–80) Benedikt Gutjan (81–220)          |
| Yamila „Yam“ Sánchez                | Argentinien  | Chiara Parravicini     | 2–220                | 1–3        |              |            | Jacqueline Belle                                       |
| Tamara Ríos                         | Argentinien  | Luz Cipriota           | 2–80                 | 1          | 81–82        | 2          | Angela Wiederhut                                       |
| Tino Alcaraz                        | Argentinien  | Diego Sassi Alcalá     | 2–159                | 1–2        |              |            | Klaus-Peter Grap                                       |
| Cato Alcoba                         | Argentinien  | Germán Tripel          | 2–159                | 1–2        |              |            | Tim Schwarzmaier                                       |
| Dr. Ana Valparaíso                  | Argentinien  | Carolina Ibarra        | 2–220                | 1–3        |              |            | Sonja Reichelt                                         |
| Ricardo Simonetti                   | Argentinien  | Ezequiel Rodríguez     | 3–220                | 1–3        |              |            | Nico Mamone                                            |
| Mora Barza                          | Argentinien  | Paula Kohan            | 17–159               | 1–2        | 162–170      | 3          | Elisabeth von Koch                                     |
| Alfredo Bilder                      | Argentinien  | Roberto Carnaghi       | 83–220               | 2–3        |              |            | Ekkehardt Belle (83–172) Christian Jungwirth (173–220) |
| Juliana / Marisa Mint               | Brasilien    | Estela Ribeiro         | 102–220              | 2–3        |              |            | Carin C. Tietze                                        |
| Gary López                          | Argentinien  | Joaquín Berthold       | 161–199              | 3          | 144–153, 160 | 2          | Florian Hoffmann                                       |
| Emilia Mansfield                    | Mexiko       | Giovanna Reynaud       | 161–220              | 3          | 140–160      | 2          | Maresa Sedlmeir                                        |
| Benicio Banderbield                 | Italien      | Pasquale Di Nuzzo      | 164–220              | 3          | 133–144      | 2          | Maximilian Artajo                                      |
| Margarita „Maggie“ García Centurión | Argentinien  | Victoria Suárez Battán | 166–220              | 3          |              |            | Shandra Schadt                                         |
| Eric Andrade                        | Ecuador      | Jandino                | 168–220              | 3          |              |            | Domenic Redl                                           |

### Nebendarsteller
| Rollenname                      | Nationalität           | Schauspieler           | Folgen                                                                    | Staffel | Synchronsprecher                              |
| ------------------------------- | ---------------------- | ---------------------- | ------------------------------------------------------------------------- | ------- | --------------------------------------------- |
| junge Luna Valente / Sol Benson | Argentinien            | Renata Iglesias        | 2, 14, 56, 61 84, 106, 150–160 161                                        | 1 2 3   | Livia Reiter                                  |
| Pflegeleiterin                  | Argentinien            | Andrea Lovera          | 5, 6, 9, 12 118–125, 144, 146–149                                         | 1 2     | Kathrin Gaube                                 |
| Señora Rodríguez                | Argentinien            | Eva Adanaylo           | 6, 9, 10 118–126                                                          | 1 2     | Angelika Bender                               |
| Lili Benson (geb. Bilder)       | Argentinien            | Sofía González         | 9, 14, 61, 69 84, 106, 150–160 161, 179, 187, 191, 198, 205, 212, 218–220 | 1 2 3   | Beate Pfeiffer (9–106) Julia Haacke (150–220) |
| Florencia „Flor“ Balsano        | Argentinien            | Thelma Fardín          | 13–18 133–136                                                             | 1 2     | Bettina Zech                                  |
| Bernie Benson                   | Argentinien            | Daniel Nuñez           | 14, 56, 61                                                                | 1       | Johannes Raspe                                |
| Bernie Benson                   | Argentinien            | Boris Bakst            | 164, 169, 174, 191, 212, 220                                              | 3       | Johannes Raspe                                |
| Xavi                            | Brasilien              | Gabriel Calamari       | 34–40 123–132                                                             | 1 2     | Daniel Schlauch                               |
| Mariano                         | Argentinien            | Tomas de las Heras     | 38–80                                                                     | 1       | Julian Manuel                                 |
| Daniela                         | Argentinien            | Sol Moreno             | 45–60                                                                     | 1       | Maresa Sedlmeir                               |
| Silvana Arial                   | Argentinien            | Micaela Tabanera       | 48–55, 73–74 123–131                                                      | 1 2     | Nina Kapust                                   |
| Santi Owen                      | Brasilien              | Samuel Nascimento      | 65–66 81–92                                                               | 1 2     | Nico Sablik                                   |
| Paula                           | Argentinien            | Julieta Nair Calvo     | 81–92                                                                     | 2       | Marcia von Rebay                              |
| Fernanda „Fer“                  | Argentinien            | Sheila Piccolo         | 81–119                                                                    | 2       | Ilena Gwisdalla                               |
| Pablo                           | Argentinien            | Gabriel Epstein        | 81–91, 113–118                                                            | 2       | Domenic Redl                                  |
| Rocco                           | Argentinien            | Ignacio Heredia Molini | 81–116                                                                    | 2       | Moritz Günther                                |
| Rosales                         | Argentinien            | William Prociuk        | 96–104 218                                                                | 2 3     | Dominik Auer (96–104) Oliver Scheffel (218)   |
| Ángelo Balsano                  | Italien                | Roberto Ottini         | 102, 105, 108, 117, 136, 155 191, 198                                     | 2 3     | Walter von Hauff                              |
| Eva                             | Argentinien            | Candelaria Molfese     | 107–120                                                                   | 2       | Maximiliane Häcke                             |
| Ada                             | Argentinien            | Candelaria Molfese     | 109–120 183–197                                                           | 2 3     | Maximiliane Häcke                             |
| Rosa de las Mareas / Elena      | Argentinien            | Cristina Allende       | 123–139, 147–151 161–162                                                  | 2 3     | Christina Hoeltel                             |
| Michel                          | Venezuela              | Esteban Velásquez      | 196–213                                                                   | 3       | François Goeske                               |
| Emma                            | Vereinigtes Königreich | Mia Jenkins            | 198–208                                                                   | 3       | Alice Bauer                                   |

### Episodendarsteller
| Rollenname                           | Nationalität | Schauspieler           | Folgen             | Staffel | Synchronsprecher                                   |
| ------------------------------------ | ------------ | ---------------------- | ------------------ | ------- | -------------------------------------------------- |
| Soraya, Generalin von Foodger Wheels | Mexiko       | Verónica Segura        | 1–4                | 1       | Caroline Combrinck                                 |
| Roberto Muñoz                        | Argentinien  | Marcelo Bucossi        | 2–3                | 1       | Michael Schwarzmaier                               |
| Chemielehrerin                       | Argentinien  | Alejandra Fidalme      | 4, 10, 12, 14, 16  | 1       | Dana Geissler (4, 10, 12) Carin C. Tietze (14, 16) |
| Literaturlehrerin                    | Argentinien  | Marisa Viotti          | 5, 68–69, 78       | 1       | Dana Geissler                                      |
| Erzieher                             | Argentinien  | Julián Sierra          | 10, 13, 17–18      | 1       | Julian Manuel                                      |
| Fotoladenbesitzer Marcos             | Argentinien  | Gervasio Usaj          | 14, 75–76          | 1       | Andreas Borcherding                                |
| Lehrer Theaterkurs                   | Argentinien  | Javier Rodriguez       | 14, 22, 26, 29, 32 | 1       | Kai Taschner                                       |
| Lehrer Fotokurs                      | Argentinien  | Matías Strafe          | 14, 22, 26, 29, 32 | 1       | Jakob Riedl                                        |
| Clara Sánchez Barrenechea            | Argentinien  | Lucrecia Gelardi       | 20, 35, 40–41      | 1       | Madeleine Stolze                                   |
| Mar                                  | Argentinien  | Giuliana Scaglione     | 34–39              | 1       | Maresa Sedlmeir                                    |
| Oscar                                | Argentinien  | Gonzalo Cobo           | 34–39              | 1       | Simon Pearce                                       |
| Tony                                 | Argentinien  | Agustín Batallan       | 34–39              | 1       | Henry Engels                                       |
| Ali                                  | Argentinien  | Camila Castro          | 34–39              | 1       | Stella Vogl                                        |
| Arcade                               | Argentinien  | Santiago Stieben       | 34–40              | 1       | Benedikt Gutjan                                    |
| Veronica „Vero“                      | Argentinien  | Josefina Pieres        | 35–39              | 1       | Marcia von Rebay                                   |
| Lolo                                 | Argentinien  | Nahuel Castro Santos   | 35–40              | 1       | Nils Dienemann                                     |
| Alex                                 | Argentinien  | Ignacio Mozetic        | 35–39              | 1       | Jan Langer                                         |
| Isa                                  | Argentinien  | Micaela Magliocco      | 35–41              | 1       | Zina Laus                                          |
| Carmen                               | Argentinien  | Daiana Vecchio         | 35–41              | 1       |                                                    |
| Sofía                                | Argentinien  | Melina Gallardo        | 35, 40–41          | 1       | Tiffany Peach                                      |
| Olgita „Olga“ Patricia Peña          | Argentinien  | Mirta Wons             | 55–56              | 1       | Almut Zydra                                        |
| Willy Star                           | Argentinien  | Leo Trento             | 56–58              | 1       | Martin Halm                                        |
| Juwelier Victorino Wang              | Argentinien  | Luis Asato             | 60–61 130–131, 136 | 1 2     | Thomas Rauscher                                    |
| Präsident von Vidia                  | Argentinien  | Luciano Correa         | 100, 102           | 2       | Benedikt Weber                                     |
| Tommy                                | Argentinien  | Mariano Mazzei         | 117, 127–131       | 2       | Johannes Wolko                                     |
| Manuel                               | Argentinien  | Francisco Ruiz Barlett | 124–127            | 2       | Oliver Scheffel                                    |
| Facundo                              | Argentinien  | Gadiel Sztryk          | 124–127            | 2       | Christian Heiner Wolf                              |
| Patricio                             | Argentinien  | Francisco Ortiz        | 144–145            | 2       | Fabian Rohm                                        |
| Pflegeheimbewohnerin                 | Argentinien  | Ana María Colombo      | 146–148            | 2       | Heidi Treutler                                     |
| Pflegeheimbewohnerin                 | Argentinien  | Carmen Roig            | 146–148            | 2       | Ursula Mellin                                      |
| Pflegeheimbewohnerin                 | Argentinien  | Mirta Calza Citin      | 146–148            | 2       | Eva-Maria Lahl                                     |
| Insasse im Sanatorium                | Argentinien  | Marcos Woinski         | 155–159            | 2       | Kai Taschner                                       |
| Schwester im Sanatorium              | Argentinien  | Paula Mbarak           | 156–158            | 2       | Madeleine Stolze                                   |
| Sebastián „Seba“ López               | Argentinien  | Juan Ciancio           | 167                | 3       | Xiduo Zhao                                         |
| José Furbi                           | Argentinien  | Ezequiel Fernanz       | 178–180            | 3       | Patrick Schröder                                   |
| Señor Velasco                        | Argentinien  | Mariano Muso           | 182–183, 188       | 3       | Jacques Breuer                                     |
| Garys Cousin                         | Argentinien  | Guillermo Berthold     | 184–187            | 3       | Pascal Breuer                                      |
| Felipe Mendevilla                    | Argentinien  | Mauro Alvarez          | 189–190, 194, 203  | 3       | Paul Sedlmeir                                      |
| Dina Miller                          | Argentinien  | Verónica Pelaccini     | 208, 210–212, 217  | 3       | Eva-Maria Reichert                                 |

### Gastdarsteller
| Nationalität       | Schauspieler           | Folgen                 | Staffel | Synchronsprecher     |
| ------------------ | ---------------------- | ---------------------- | ------- | -------------------- |
| Kolumbien          | Sebastián Villalobos   | 25–30 100–115, 145–147 | 1 2     | Felix Mayer          |
| Argentinien        | Darío Barassi          | 33–39                  | 1       | Paul Sedlmeir        |
| Argentinien        | Daniel Rodrigo Martins | 40–41                  | 1       | Jochen Bendel        |
| Vereinigte Staaten | Sofia Carson           | 71–72 182              | 1 3     | Jodie Blank          |
| Argentinien        | Martina Stoessel       | 120–121                | 2       | Kristina Tietz       |
| Brasilien          | Bruno Heder            | 132–144                | 2       | Simon Pearce         |
| Mexiko             | Camila Fernández       | 133–137                | 2       | Katharina von Daake  |
| Vereinigte Staaten | Sabrina Carpenter      | 138–139                | 2       | Janne Wetzel         |
| Vereinigte Staaten | Dove Cameron           | 182                    | 3       | Maresa Sedlmeir      |
| Argentinien        | Ian Lucas De Mendonça  | 188                    | 3       | Manuel Scheuernstuhl |
| Kolumbien          | Ami Rodríguez          | 190                    | 3       |                      |
| Kolumbien          | Daniel Patiño          | 216–217                | 3       | David Brizzi         |

## Ausstrahlung

### Ausstrahlungsübersicht
Lateinamerika
| Staffel | Episoden | Erstausstrahlung auf Disney Channel | Erstausstrahlung auf Disney Channel | Erstveröffentlichung auf Disney+ | Erstveröffentlichung auf Disney+ |                   |
| Staffel | Episoden | Staffelpremiere                     | Staffelfinale                       | Staffelpremiere                  | Staffelfinale                    |                   |
| ------- | -------- | ----------------------------------- | ----------------------------------- | -------------------------------- | -------------------------------- | ----------------- |
| 1       | 80       | 14. März 2016                       | 26. August 2016                     | 17. November 2020                | 17. November 2020                | 17. November 2020 |
| 2       | 80       | 17. April 2017                      | 29. September 2017                  | 17. November 2020                | 17. November 2020                | 17. November 2020 |
| 3       | 60       | 16. April 2018                      | 17. August 2018                     | 17. November 2020                | 17. November 2020                | 17. November 2020 |
| 4       | TBA      | Nicht ausgestrahlt                  | Nicht ausgestrahlt                  | Nicht veröffentlicht             | Nicht veröffentlicht             |                   |

Deutschland, Österreich und deutschsprachige Schweiz
| Staffel | Episoden | Erstausstrahlung auf Disney Channel / in der Disney Channel App | Erstausstrahlung auf Disney Channel / in der Disney Channel App | Erstveröffentlichung auf Disney+ | Erstveröffentlichung auf Disney+ |
| Staffel | Episoden | Staffelpremiere                                                 | Staffelfinale                                                   | Staffelpremiere                  | Staffelfinale                    |
| ------- | -------- | --------------------------------------------------------------- | --------------------------------------------------------------- | -------------------------------- | -------------------------------- |
| 1       | 80       | 2. Mai 2016                                                     | 15. Dezember 2016                                               | 24. März 2020                    | 24. März 2020                    |
| 2       | 80       | 24. April 2017                                                  | 15. Dezember 2017                                               | 18. September 2020               | 18. September 2020               |
| 3       | 60       | 23. Juli 2018                                                   | 14. Dezember 2018                                               | 18. September 2020               | 18. September 2020               |
| 4       | TBA      | Nicht ausgestrahlt                                              | Nicht ausgestrahlt                                              | Nicht veröffentlicht             | Nicht veröffentlicht             |

### Internationale Ausstrahlung

#### Auf anderen Sendern
| Land      | Sender      | Premiere          | Titel        | Ref.   |
| --------- | ----------- | ----------------- | ------------ | ------ |
| Brasilien | SBT         | 29. August 2016   | Sou Luna     | [ 7 ]  |
| Italien   | Rai Gulp    | 28. November 2016 | Soy Luna     | [ 8 ]  |
| Slowenien | POP TV      | 1. Juni 2017      | Jaz sem Luna | [ 9 ]  |
| Dänemark  | DR Ultra    | 26. Juni 2017     | Soy Luna     | [ 10 ] |
| Kroatien  | RTL Kockica | 5. September 2018 | Soy Luna     | [ 11 ] |
| Mosambik  | TV Miramar  | 12. Februar 2019  | Sou Luna     | [ 12 ] |
| Serbien   | Nova S      | 10. April 2020    | Ja sam Luna  | [ 13 ] |

## Medien

### Soundtracks
| Jahr | Titel Musiklabel                                   | Höchstplatzierung, Gesamtwochen, AuszeichnungChartplatzierungen (Jahr, Titel, Musiklabel, Platzierungen, Wochen, Auszeichnungen, Anmerkungen) | Höchstplatzierung, Gesamtwochen, AuszeichnungChartplatzierungen (Jahr, Titel, Musiklabel, Platzierungen, Wochen, Auszeichnungen, Anmerkungen) | Anmerkungen                                                                        |
| Jahr | Titel Musiklabel                                   | DE | AT | Anmerkungen                                                                        |
| ---- | -------------------------------------------------- | --- | --- | ---------------------------------------------------------------------------------- |
| 2016 | Soy Luna Walt Disney Records                       | DE20 (16 Wo.)DE | AT8 (20 Wo.)AT | Erstveröffentlichung: 26. Februar 2016 Erstveröffentlichung (Europa): 6. Mai 2016  |
| 2016 | Soy Luna – Música en ti Walt Disney Records        | DE73 (6 Wo.)DE | AT24 (12 Wo.)AT | Erstveröffentlichung: 26. August 2016                                              |
| 2017 | Soy Luna – La vida es un sueño Walt Disney Records | DE32 (10 Wo.)DE | AT17 (11 Wo.)AT | Erstveröffentlichung: 3. März 2017 Erstveröffentlichung (Europa): 21. April 2017   |
| 2017 | Soy Luna – La vida es un sueño Walt Disney Records | DE57 (8 Wo.)DE | AT15 (9 Wo.)AT | Erstveröffentlichung: 3. März 2017 Erstveröffentlichung (Europa): 20. Oktober 2017 |
| 2018 | Soy Luna – Modo Amar Walt Disney Records           | DE67 (3 Wo.)DE | AT28 (9 Wo.)AT | Erstveröffentlichung: 6. April 2018 Erstveröffentlichung (Europa): 20. April 2018  |

#### Soy Luna

##### Produktion
Das Album erschien am 26. Februar 2016 in Lateinamerika und am 6. Mai 2016 in Deutschland. Als Singleauskopplungen erschienen Alas am 15. Januar 2016, und Sobre Ruedas am 19. Februar 2016 in Lateinamerika, zusammen mit den offiziellen Musikvideos.

##### Trackliste
| Nr. | Titel        | Interpret/en | Komponist/en                                             | Länge |
| --- | ------------ | --- | -------------------------------------------------------- | ----- |
| 1   | Alas         | Karol Sevilla | Eduardo Frigerio, Federico San Millán & Florencia Ciarlo | 3:15  |
| 2   | Valiente     | Michael Ronda | Federico Vilas & Mauro Franceschini                      | 3:08  |
| 3   | Eres         | Karol Sevilla & Michael Ronda | Sebastián Mellino, Pablo Correa & Alejandro Vergara      | 2:27  |
| 4   | Prófugos     | Valentina Zenere & Ruggero Pasquarelli | Gustavo Cerati & Alberto Ficicchia                       | 3:55  |
| 5   | Un destino   | Michael Ronda, Lionel Ferro & Gastón Vietto | Eduardo Frigerio, Federico San Millán & Florencia Ciarlo | 3:56  |
| 6   | Sobre ruedas | Karol Sevilla, Valentina Zenere, Katja Martínez, Malena Ratner & Chiara Parravicini, Ana Jara Martínez                                                                                                   | Federico Vilas & Mauro Franceschini                      | 2:22  |
| 7   | Corazón      | Malena Ratner & Agustín Bernasconi | Jorge Serrano                                            | 3:10  |
| 8   | Mírame a mí  | Valentina Zenere | Sebastián Mellino, Pablo Correa & Alejandro Vergara      | 2:22  |
| 9   | I’d be crazy | Michael Ronda, Lionel Ferro, Gastón Vietto, Ruggero Pasquarelli, Jorge López & Agustín Bernasconi | Dan Ostebo & Jordan Mohilowski                           | 3:47  |
| 10  | Siento       | Ruggero Pasquarelli | Federico Vilas & Mauro Franceschini                      | 4:05  |
| 11  | Invisibles   | Michael Ronda, Lionel Ferro & Gastón Vietto | Eduardo Frigerio, Federico San Millán & Florencia Ciarlo | 3:05  |
| 12  | Camino       | Karol Sevilla, Valentina Zenere, Malena Ratner, Katja Martínez, Chiara Parravicini, Ana Jara Martínez, Michael Ronda, Lionel Ferro, Gastón Vietto, Ruggero Pasquarelli, Jorge López & Agustín Bernasconi | Sebastián Mellino, Pablo Correa & Alejandro Vergara      | 2:42  |

##### Bonustracks
Bei anderen länderspezifischen Versionen der CD sind einige Bonustracks vorhanden.
Italien
| Nr. | Titel              | Interpret/en  | Komponist/en | Länge |
| --- | ------------------ | ------------- | ------------ | ----- |
| 13  | Tutto è possibile  | Karol Sevilla |              | 3:19  |
| 14  | Non arrenderti mai | Michael Ronda |              | 3:10  |

Niederlande
| Nr. | Titel           | Interpret/en                             | Komponist/en      | Länge |
| --- | --------------- | ---------------------------------------- | ----------------- | ----- |
| 13  | Niet te stoppen | Shalisa van der Laan & Ridder van Kooten | Future Presidents | 3:19  |

#### Soy Luna – Música en ti

##### Produktion
Das Album erschien am 26. August 2016 in Lateinamerika und Deutschland. Als Singleauskopplungen erschienen Alas (Radio Disney Vivo), Valiente (Radio Disney Vivo) und Eres (Radio Disney Vivo) am 15. Juli 2016 in Lateinamerika und Deutschland.

##### Trackliste
| Nr. | Titel                              | Interpret/en                                               | Komponist/en                                                   | Länge |
| --- | ---------------------------------- | ---------------------------------------------------------- | -------------------------------------------------------------- | ----- |
| 1   | Vuelo                              | Soy Luna Cast                                              | Eduardo Frigerio, Federico San Millán & María Florencia Ciarlo | 3:12  |
| 2   | Música en ti                       | Karol Sevilla                                              | Federico Vilas & Mauro Franceschini                            | 2:53  |
| 3   | A rodar mi vida                    | Soy Luna Cast                                              | Fito Páez                                                      | 3:12  |
| 4   | Nada ni nadie                      | Ruggero Pasquarelli                                        | Sebástian Mellino, Pablo Correa & Alejandro Vergara            | 3:34  |
| 5   | Chicas así                         | Valentina Zenere, Malena Ratner & Katja Martínez           | Eduardo Frigerio, Federico San Millán & María Florencia Ciarlo | 3:04  |
| 6   | Tengo un corazón                   | Carolina Kopelioff                                         | Eduardo Frigerio, Federico San Millán & María Florencia Ciarlo | 3:13  |
| 7   | Qué más da                         | Karol Sevilla & Ruggero Pasquarelli                        | Sebástian Mellino, Pablo Correa & Alejandro Vergara            | 3:12  |
| 8   | Sin fronteras                      | Karol Sevilla & Carolina Kopelioff                         | Sebástian Mellino, Pablo Correa & Alejandro Vergara            | 2:31  |
| 9   | Eres (Radio Disney Vivo)           | Karol Sevilla, Michael Ronda & Ruggero Pasquarelli         | Sebástian Mellino, Pablo Correa & Alejandro Vergara            | 2:34  |
| 10  | Valiente (Radio Disney Vivo)       | Karol Sevilla, Michael Ronda, Gastón Vietto & Lionel Ferro | Federico Vilas & Mauro Franceschini                            | 3:26  |
| 11  | Alas (Radio Disney Vivo)           | Soy Luna Cast                                              | Eduardo Frigerio, Federico San Millán & María Florencia Ciarlo | 3:31  |
| 12  | A rodar mi vida (Versión acústica) | Chiara Parravicini                                         | Fito Páez                                                      | 2:47  |

##### Bonustracks
Bei anderen länderspezifischen Versionen der CD sind einige Bonustracks vorhanden.
Italien
| Nr. | Titel   | Interpret/en                        | Komponist/en | Länge |
| --- | ------- | ----------------------------------- | ------------ | ----- |
| 13  | Solo Tu | Karol Sevilla & Ruggero Pasquarelli |              | 3:04  |

#### Soy Luna – La vida es un sueño

##### Produktion
Das Album erschien am 3. März 2017 in Lateinamerika und die erste CD am 21. April 2017 in Deutschland.

##### Trackliste
CD 1
| Nr. | Titel               | Interpret/en                                                                                           | Komponist/en                                                                     | Länge |
| --- | ------------------- | --- | -------------------------------------------------------------------------------- | ----- |
| 1   | Siempre Juntos      | Karol Sevilla                                                                                          | Eduardo Frigerio, Federico San Millán & María Florencia Ciarlo                   | 4:17  |
| 2   | Alzo Mi Bandera     | Michael Ronda, Lionel Ferro & Gastón Vietto                                                            | Eduardo Frigerio, Federico San Millán & María Florencia Ciarlo                   | 2:58  |
| 3   | La Vida es un Sueño | Karol Sevilla                                                                                          | Eduardo Frigerio, Federico San Millán & María Florencia Ciarlo                   | 3:27  |
| 4   | Fush, ¡Te Vas!      | Katja Martínez                                                                                         | Eduardo Frigerio, Federico San Millán & María Florencia Ciarlo                   | 3:09  |
| 5   | ¿Cómo Me Ves?       | Valentina Zenere                                                                                       | Federico Vilas & Mauro Franceschini                                              | 2:01  |
| 6   | Mitad y Mitad       | Agustín Bernasconi & Carolina Kopelioff                                                                | Eduardo Frigerio, Federico San Millán & María Florencia Ciarlo                   | 2:50  |
| 7   | Valiente            | Soy Luna Cast                                                                                          | Federico Vilas & Mauro Franceschini                                              | 3:08  |
| 8   | Honey Funny         | Chiara Parravicini, Ana Jara Martínez & Jorge López                                                    | Federico Vilas & Mauro Franceschini                                              | 2:27  |
| 9   | Linda               | Michael Ronda, Lionel Ferro & Gastón Vietto                                                            | Eduardo Frigerio, Federico San Millán & María Florencia Ciarlo                   | 3:42  |
| 10  | Cuenta Conmigo      | Soy Luna Cast                                                                                          | Eduardo Frigerio, Federico San Millán & María Florencia Ciarlo                   | 3:30  |
| 11  | Vives en Mí         | Karol Sevilla & Ruggero Pasquarelli                                                                    | Federico Vilas & Mauro Franceschini                                              | 2:55  |
| 12  | I’ve Got a Feeling  | Karol Sevilla, Chiara Parravicini, Valentina Zenere, Ruggero Pasquarelli, Lionel Ferro & Michael Ronda | Oscar Alejandro Vergara Becerra, Sebastian Carlos Mellino & Pablo Nicolas Correa | 3:35  |
| 13  | Princesa            | Ruggero Pasquarelli                                                                                    | Oscar Alejandro Vergara Becerra, Sebastian Carlos Mellino & Pablo Nicolas Correa | 3:13  |

CD 2
| Nr. | Titel                           | Interpret/en                                | Komponist/en                                                                                                | Länge |
| --- | ------------------------------- | ------------------------------------------- | --- | ----- |
| 1   | Footloose                       | Soy Luna Cast                               | Kenny Loggins, Dean Pitchford                                                                               | 3:13  |
| 2   | Sólo para Ti                    | Karol Sevilla                               | Eduardo Frigerio, Federico San Millán & María Florencia Ciarlo                                              | 3:37  |
| 3   | Catch Me If You Can             | Valentina Zenere                            | Eduardo Frigerio, Federico San Millán, María Florencia Ciarlo, Jon Castelli, Stefan Skarbek & Ariel Levitan | 3:18  |
| 4   | Pienso                          | Michael Ronda, Lionel Ferro & Gastón Vietto | Oscar Alejandro Vergara Becerra, Sebastian Carlos Mellino & Pablo Nicolas Correa                            | 3:39  |
| 5   | Andaremos                       | Karol Sevilla & Michael Ronda               | Oscar Alejandro Vergara Becerra, Sebastian Carlos Mellino & Pablo Nicolas Correa                            | 4:20  |
| 6   | Allá Voy                        | Ruggero Pasquarelli                         | Ruggero Pasquarelli                                                                                         | 3:07  |
| 7   | No Te Pido Mucho                | Karol Sevilla                               | Eduardo Frigerio, Federico San Millán & María Florencia Ciarlo                                              | 3:33  |
| 8   | Stranger                        | Ruggero Pasquarelli                         | Jess Cates, Jordan Mohilowski & Dan Ostebo                                                                  | 3:12  |
| 9   | Aquí Estoy                      | Ruggero Pasquarelli & Agustín Bernasconi    | Federico Vilas & Mauro Franceschini                                                                         | 2:32  |
| 10  | Yes, I Do                       | Chiara Parravicini                          | Bruno Martini, Mayra Arduini & Eduardo Camargo                                                              | 3:21  |
| 11  | Yo Quisiera                     | Michael Ronda                               | Jorge Amaya Garcia                                                                                          | 3:42  |
| 12  | Siempre Juntos (Versión Grupal) | Soy Luna Cast                               | Eduardo Frigerio, Federico San Millán & María Florencia Ciarlo                                              | 4:18  |

#### Soy Luna – Modo Amar

##### Produktion
Das Album erschien am 6. April 2018 in Lateinamerika und am 20. April 2018 in Deutschland.

##### Trackliste
| Nr. | Titel                   | Interpret/en | Komponist/en                                                                     | Länge |
| --- | ----------------------- | --- | -------------------------------------------------------------------------------- | ----- |
| 1   | Modo Amar               | Karol Sevilla, Ruggero Pasquarelli, Michael Ronda, Malena Ratner, Katja Martínez, Carolina Kopelioff, Jorge López, Chiara Parravicini, Ana Jara, Gastón Vietto & Lionel Ferro                                | Sebastián Carlos Mellino, Pablo Nicolás Correa & Oscar Alejandro Vergara Becerra | 3:05  |
| 2   | Soy Yo                  | Karol Sevilla | Eduardo Frigerio, Maria Florencia Ciarlo & Federico San Millán                   | 3:28  |
| 3   | Quiero Verte Sonreir    | Ruggero Pasquarelli | José Andrés Chiluiza Calderón                                                    | 3:14  |
| 4   | Claroscuro              | Valentina Zenere | Eduardo Frigerio, Maria Florencia Ciarlo & Federico San Millán                   | 3:18  |
| 5   | Tiempo de amor          | Michael Ronda | Federico Agustín Vilas & Mauro Bruno Franceschini Campo                          | 3:39  |
| 6   | Tu cárcel               | Karol Sevilla & Michael Ronda | Marco Antonio Solís                                                              | 3:12  |
| 7   | Despierta mi mundo      | Karol Sevilla, Ruggero Pasquarelli, Michael Ronda, Katja Martínez, Ana Jara, Chiara Parravicini & Malena Ratner                                                                                              | Eduardo Frigerio, Maria Florencia Ciarlo & Federico San Millán                   | 3:33  |
| 8   | Quédate                 | Karol Sevilla & Ruggero Pasquarelli | Eduardo Frigerio, Maria Florencia Ciarlo & Federico San Millán                   | 3:41  |
| 9   | Solos                   | Valentina Zenere & Michael Ronda | Federico Agustín Vilas & Mauro Bruno Franceschini Campo                          | 2:58  |
| 10  | Decirte lo que Siento   | Gastón Vietto | Gastón Vietto & Tomás Huergo                                                     | 3:23  |
| 11  | Mi Corazón Hace wow wow | José Andrés Chiluiza Calderón & Lionel Ferro | José Andrés Chiluiza Calderón                                                    | 3:36  |
| 12  | Nada Me Podrá Parar     | Karol Sevilla | Sebastián Carlos Mellino, Pablo Nicolás Correa & Oscar Alejandro Vergara Becerra | 3:03  |
| 13  | Si Lo Sueñas Claro      | Karol Sevilla, Ruggero Pasquarelli, Michael Ronda, Gastón Vietto, Lionel Ferro, José Andrés Chiluiza Calderón, Carolina Kopelioff, Jorge López, Chiara Parravicini, Ana Jara, Malena Ratner & Katja Martínez | Sebastián Carlos Mellino, Pablo Nicolás Correa & Oscar Alejandro Vergara Becerra | 3:18  |
| 14  | Esta Noche No Paro      | Ruggero Pasquarelli | Ruggero Pasquarelli                                                              | 3:13  |
| 15  | Creyendo en Mí          | Chiara Parravicini | Sebastián Carlos Mellino, Pablo Nicolás Correa & Silvio Richetto                 | 2:52  |
| 16  | Nadie Como Tú           | Ruggero Pasquarelli, Michael Ronda, Lionel Ferro, Agustín Bernasconi, Jorge López & Gastón Vietto | Eduardo Frigerio, Maria Florencia Ciarlo & Federico San Millán                   | 3:16  |
| 17  | Mano a Mano             | Katja Martínez, Karol Sevilla, Valentina Zenere, Carolina Kopelioff, Malena Ratner, Chiara Parravicini & Ana Jara                                                                                            | Federico Agustín Vilas & Mauro Bruno Franceschini Campo                          | 2:30  |
| 18  | Borrar Tu Mirada        | Karol Sevilla, Carolina Kopeliof, Chiara Parravicini & Ana Jara | Sebastián Carlos Mellino, Pablo Nicolás Correa & Oscar Alejandro Vergara Becerra | 2:40  |
| 19  | Todo Puede Cambiar      | Soy Luna Cast | Sebastián Carlos Mellino, Pablo Nicolás Correa & Oscar Pablo Fernandez Sanchez   | 3:45  |

#### Auszeichnungen für Musikverkäufe
| Goldene Schallplatte - Brasilien - 2024: für das Lied La vida es un sueño - 2024: für das Lied Modo Amar - 2024: für das Lied Valiente - 2024: für das Album Soy Luna – La vida es un sueño - 2024: für das Lied ¿Cómo Me Ves? - Frankreich - 2021: für das Album Soy Luna - Polen - 2017: für das Album Soy Luna - Spanien - 2016: für das Album Soy Luna - Zentralamerika - 2018: für das Album Soy Luna – Modo Amar | Platin-Schallplatte - Argentinien - 2017: für das Album Soy Luna - 2017: für das Album Soy Luna – Música en ti - Brasilien - 2024: für das Lied Siempre juntos - Chile - 2017: für das Album Soy Luna - 2017: für das Album Soy Luna – Música en ti - Mexiko - 2018: für das Album Soy Luna – Música en ti - 2018: für das Album Soy Luna 3× Goldene Schallplatte - Mexiko - 2018: für das Album Soy Luna – La vida es un sueño |

Anmerkung: Auszeichnungen in Ländern aus den Charttabellen bzw. Chartboxen sind in ebendiesen zu finden.
| Land/RegionAuszeichnungen für Musikverkäufe (Land/Region, Auszeichnungen, Verkäufe, Quellen) | Gold       | Platin     | Verkäufe | Quellen             |
| -------------------------------------------------------------------------------------------- | ---------- | ---------- | -------- | ------------------- |
| Argentinien (CAPIF)                                                                          | —          | 2× Platin2 | 80.000   | Einzelnachweise     |
| Brasilien (PMB)                                                                              | 5× Gold5   | 2× Platin2 | 190.000  | pro-musicabr.org.br |
| Chile (IFPI)                                                                                 | —          | 2× Platin2 | 20.000   | Einzelnachweise     |
| Frankreich (SNEP)                                                                            | Gold1      | —          | 50.000   | snepmusique.com     |
| Mexiko (AMPROFON)                                                                            | Gold1      | 3× Platin3 | 210.000  | amprofon.com.mx     |
| Polen (ZPAV)                                                                                 | Gold1      | —          | 10.000   | olis.pl             |
| Spanien (Promusicae)                                                                         | Gold1      | —          | 30.000   | elportaldemusica.es |
| Zentralamerika (CFC)                                                                         | Gold1      | —          | 5.000    | Einzelnachweise     |
| Insgesamt                                                                                    | 10× Gold10 | 8× Platin8 |          |                     |

### Musikvideos
Zu mehreren Liedern der Serie sind Musikvideos erschienen.
| Titel | Jahr | Regisseur                   | Ref.   |
| --- | ---- | --------------------------- | ------ |
| Alas (Karol Sevilla) | 2016 |                             | [ 32 ] |
| I’d be crazy (Ruggero Pasquarelli, Michael Ronda, Agustín Bernasconi, Jorge López, Lionel Ferro & Gaston Vietto)                                                                         | 2016 | Julian Methol               | [ 33 ] |
| Sobre ruedas (Karol Sevilla, Valentina Zenere, Carolina Kopelioff, Malena Ratner, Katja Martínez, Ana Jara Martínez & Chiara Parravicini)                                                | 2016 | Marcelo Alonso              | [ 34 ] |
| Invisibles (Michael Ronda, Lionel Ferro & Gaston Vietto) | 2016 |                             | [ 35 ] |
| Mírame a mí (Valentina Zenere) | 2016 | Jorge Nisco                 | [ 36 ] |
| Siempre Juntos (Karol Sevilla) | 2017 | Estudio Ozono               | [ 37 ] |
| Linda (Michael Ronda, Lionel Ferro & Gaston Vietto) | 2017 | Latruca                     | [ 38 ] |
| Vives en Mí (Karol Sevilla & Ruggero Pasquarelli) | 2017 | Esther Gómez                | [ 39 ] |
| Modo amar (Karol Sevilla, Ruggero Pasquarelli, Michael Ronda, Gastón Vietto, Lionel Ferro, Carolina Kopelioff, Jorge López, Chiara Parravicini, Ana Jara, Malena Ratner, Katja Martínez) | 2018 | Esther Gómez, Julián Methol | [ 40 ] |
| Soy yo (Karol Sevilla) | 2018 | Esther Gómez, Julián Methol | [ 41 ] |
| Quiero verte sonreir (Ruggero Pasquarelli) | 2018 | Daniel Kvitko               | [ 42 ] |

### Hörspiele
Am 11. November 2016 erschienen die ersten vier Folgen der 1. Staffel als Originalhörspiele bei Kiddinx. Neben den deutschen Synchronsprechern der Serie ist Dina Kürten als Erzählerin zu hören. Die Hörspiele werden bei der Produktionsfirma tonAtelier GmbH & Co KG produziert, dabei führt Daniel Janke Regie. Zwei TV-Folgen sind auf einer Hörspiel-CD mit je etwas weniger als einer Stunde Laufzeit zusammengefasst, so dass die Hörspielserie momentan aus 10 CDs besteht.
| Titel                      | Erscheinungsdatum | Länge  | Ref.   |
| -------------------------- | ----------------- | ------ | ------ |
| Staffel 1 – Folgen 1 & 2   | 11. November 2016 | 54 min | [ 43 ] |
| Staffel 1 – Folgen 3 & 4   | 11. November 2016 | 53 min | [ 44 ] |
| Staffel 1 – Folgen 5 & 6   | 13. Januar 2017   | 56 min | [ 45 ] |
| Staffel 1 – Folgen 7 & 8   | 13. Januar 2017   | 53 min | [ 46 ] |
| Staffel 1 – Folgen 9 & 10  | 7. April 2017     | 54 min | [ 47 ] |
| Staffel 1 – Folgen 11 & 12 | 7. April 2017     | 60 min | [ 48 ] |
| Staffel 1 – Folgen 13 & 14 | 9. Juni 2017      | 58 min | [ 49 ] |
| Staffel 1 – Folgen 15 & 16 | 9. Juni 2017      | 56 min | [ 50 ] |
| Staffel 1 – Folgen 17 & 18 | 8. September 2017 | 58 min | [ 51 ] |
| Staffel 1 – Folgen 19 & 20 | 8. September 2017 | 59 min | [ 52 ] |
| Staffel 1 – Folgen 21 & 22 | 10. November 2017 | 58 min | [ 53 ] |
| Staffel 1 – Folgen 23 & 24 | 10. November 2017 | 58 min | [ 54 ] |
| Staffel 2 – Folgen 1 & 2   | 22. Januar 2018   | 59 min | [ 55 ] |
| Staffel 2 – Folgen 3 & 4   | 22. Januar 2018   | 65 min | [ 56 ] |
| Staffel 2 – Folgen 5 & 6   | 23. März 2018     | 61 min | [ 57 ] |
| Staffel 2 – Folgen 7 & 8   | 23. März 2018     | 60 min | [ 58 ] |

### Bücher
Am 18. Oktober erschien das Buch Soy Luna – Alles ist möglich in Deutschland. Es handelt von den Dreharbeiten der 1. Staffel und gibt einen Einblick hinter die Kulissen.
Ab dem 26. Mai 2017 erscheint eine, mit bisher vier Bänden geplante Buchreihe, mit dem Titel Disney Soy Luna, die inhaltlich die Geschehnisse aus der TV-Serie auffasst und aus Luna Valentes Sicht erzählt. Die Reihe wird von Disney Enterprises, Inc. herausgegeben und erscheint beim Verlag Carlsen.
| Band | Titel                    | Erscheinungsdatum | Seiten | Preis  | ISBN                   | Ref.   |
| ---- | ------------------------ | ----------------- | ------ | ------ | ---------------------- | ------ |
| 1    | Ein neuer Start          | 26. Mai 2017      | 160    | 7,99 € | ISBN 978-3-551-28000-8 | [ 61 ] |
| 2    | Die zweite Chance        | 26. Mai 2017      | 160    | 7,99 € | ISBN 978-3-551-28001-5 | [ 62 ] |
| 3    | Freundschaft oder Liebe? | 2. November 2017  | 160    | 7,99 € | ISBN 978-3-551-28002-2 | [ 63 ] |
| 4    | Finale mit Gold          | 2. November 2017  | 160    | 7,99 € | ISBN 978-3-551-28003-9 | [ 64 ] |
| 5    | Weiter zu zweit?         |                   | 160    | 7,99 € | ISBN 978-3-551-28016-9 | [ 65 ] |
| 6    | Die perfekte Liebe       |                   | 160    | 7,99 € | ISBN 978-3-551-28017-6 | [ 66 ] |

### Magazin
Am 4. März 2016 erschien in Lateinamerika das offizielle Magazin zur Serie. Diese Zeitschrift wird monatlich veröffentlicht.
Ende August folgte dann die deutschsprachige Version des Magazins. Die erste Ausgabe ging exklusiv bei der Handelskette Müller in den Verkauf und kostete 2,99 €.
Ab 10. Januar 2017 erscheinen 12 weitere exklusive Ausgaben des Soy Luna Magazins und eine zusätzliche Spezialausgabe vom Verlag Egmont Ehapa Media.
| Titel                         | Ausgabe   | Erscheinungsdatum | Preis  | Besonderheit        | Ref.   |
| ----------------------------- | --------- | ----------------- | ------ | ------------------- | ------ |
| Disney Soy Luna – Fan-Magazin |           | Ende August       | 2,99 € | Exklusiv bei Müller | [ 69 ] |
| Disney Soy Luna Magazin       | 2/2017    | 10. Januar 2017   | 3,70 € |                     | [ 71 ] |
| Disney Soy Luna Magazin       | 3/2017    | 14. Februar 2017  | 3,70 € |                     | [ 72 ] |
| Disney Soy Luna Magazin       | 4/2017    | 21. März 2017     | 3,70 € |                     | [ 73 ] |
| Disney Soy Luna Magazin       | 5/2017    | 25. April 2017    | 4,20 € |                     | [ 74 ] |
| Disney Soy Luna Magazin       | 6/2017    | 23. Mai 2017      | 3,70 € |                     | [ 75 ] |
| Disney Soy Luna Spezial       | 1/2017    | 30. Mai 2017      | 3,99 € |                     | [ 76 ] |
| Disney Soy Luna Magazin       | 7/8 2017  | 20. Juni 2017     | 3,70 € |                     | [ 77 ] |
| Disney Soy Luna Magazin       | 9/10 2017 | 15. August 2017   | 3,70 € |                     | [ 78 ] |
| Disney Soy Luna Magazin       | 11/2017   | 10. Oktober 2017  | 3,99 € |                     | [ 79 ] |
| Disney Soy Luna Magazin       | 12/2017   | 14. November 2017 | 3,70 € |                     | [ 80 ] |
| Disney Soy Luna Magazin       | 1/2018    | 12. Dezember 2017 | 3,70 € |                     | [ 81 ] |
| Disney Soy Luna Magazin       | 2/2018    | 9. Januar 2018    | 3,70 € |                     | [ 82 ] |
| Disney Soy Luna Magazin       | 3/2018    | 13. Februar 2018  | 3,70 € |                     | [ 83 ] |
| Disney Soy Luna Magazin       | 4/2018    | 13. März 2018     | 3,70 € |                     | [ 84 ] |
| Disney Soy Luna Magazin       | 5/2018    | 10. April 2018    | 3,99 € |                     | [ 85 ] |
| Disney Soy Luna Magazin       | 6/2018    | 8. Mai 2018       | 3,99 € |                     | [ 86 ] |
| Disney Soy Luna Magazin       | 7/2018    | 12. Juni 2018     | 3,70 € |                     | [ 87 ] |
| Disney Soy Luna Magazin       | 8/2018    | 10. Juli 2018     | 3,70 € |                     | [ 88 ] |
| Disney Soy Luna Magazin       | 9/2018    | 14. August 2018   | 3,70 € |                     | [ 89 ] |

## Konzerttour
Soy Luna En Concierto (2017)
Soy Luna LIVE (2018)
Soy Luna En Vivo (2018)

## Auszeichnungen
| Nominierungen | Gewinne | Ausstehend | Gesamt |
| ------------- | ------- | ---------- | ------ |
| 11            | 8       | 0          | 19     |

| Jahr | Auszeichnungen                | Kategorie                       | Für                             | Resultat  |
| ---- | ----------------------------- | ------------------------------- | ------------------------------- | --------- |
| 2016 | Kids Choice Awards México     | Lieblingsschauspieler           | Michael Ronda                   | Nominiert |
| 2016 | Kids Choice Awards México     | Lieblingsschauspielerin         | Karol Sevilla                   | Nominiert |
| 2016 | Kids Choice Awards México     | Lieblingsprogramm oder Serie    | Lieblingsprogramm oder Serie    | Nominiert |
| 2016 | Kids Choice Awards México     | Lieblingsbösewicht              | Valentina Zenere                | Gewonnen  |
| 2016 | Kids’ Choice Awards Colombia  | Lieblingsschauspieler           | Michael Ronda                   | Nominiert |
| 2016 | Kids’ Choice Awards Colombia  | Lieblingsschauspieler           | Ruggero Pasquarelli             | Gewonnen  |
| 2016 | Kids’ Choice Awards Colombia  | Lieblingsschauspielerin         | Karol Sevilla                   | Nominiert |
| 2016 | Kids’ Choice Awards Colombia  | Lieblingsschauspielerin         | Katja Martínez                  | Nominiert |
| 2016 | Kids’ Choice Awards Colombia  | Lieblingsprogramm oder Serie    | Lieblingsprogramm oder Serie    | Nominiert |
| 2016 | Kids’ Choice Awards Colombia  | Lieblingsbösewicht              | Valentina Zenere                | Gewonnen  |
| 2016 | Kids’ Choice Awards Argentina | Lieblingsschauspieler           | Michael Ronda                   | Nominiert |
| 2016 | Kids’ Choice Awards Argentina | Lieblingsschauspieler           | Ruggero Pasquarelli             | Gewonnen  |
| 2016 | Kids’ Choice Awards Argentina | Lieblingsschauspielerin         | Karol Sevilla                   | Gewonnen  |
| 2016 | Kids’ Choice Awards Argentina | Lieblingsschauspielerin         | Katja Martínez                  | Nominiert |
| 2016 | Kids’ Choice Awards Argentina | Junge Trendig                   | Agustín Bernasconi              | Gewonnen  |
| 2016 | Kids’ Choice Awards Argentina | Junge Trendig                   | Lionel Ferro                    | Nominiert |
| 2016 | Kids’ Choice Awards Argentina | Lieblingsprogramm oder Serie    | Lieblingsprogramm oder Serie    | Gewonnen  |
| 2016 | Kids’ Choice Awards Argentina | Lieblingsbösewicht              | Valentina Zenere                | Gewonnen  |
| 2016 | Meus Prêmios Nick             | Lieblingsprogramm International | Lieblingsprogramm International | Nominiert |